# Klaus-Willi Gauchel
Klaus-Willi Gauchel (* 16. Mai 1943 in Lüdenscheid) ist ein deutscher Brigadegeneral außer Dienst des Heeres der Bundeswehr.

## Leben
Gauchel absolvierte 1962 das Abitur und trat anschließend in die Bundeswehr ein. Er durchlief als Offizieranwärter die Offizierausbildung zum Offizier des Truppendienstes der Panzertruppe. Von 1965 bis 1969 war er Zugführer in der 3. Kompanie des Panzerbataillons 194 in Münster-Handorf und von 1969 bis 1970 S2/S1-Offizier (Militärisches Nachrichtenwesen/Personalwesen) jenes Bataillons. Von 1970 bis 1974 war er Kompaniechef der 3. Kompanie des Panzerbataillons 194.
Von 1974 bis 1976 absolvierte Gauchel den 17. Generalstabslehrgang Heer an der Führungsakademie der Bundeswehr in Hamburg, wo er zum Offizier im Generalstabsdienst ausgebildet wurde. Danach besuchte er 1977 das Staff College Camberley im Vereinigten Königreich, war von 1978 bis 1980 G3 (Luft) im Hauptquartier der Northern Army Group, von 1980 bis 1982 G3 der Panzerbrigade 12 in Amberg und von 1982 bis 1984 Bataillonskommandeur des Panzerbataillons 104 in Pfreimd. Es folgte 1984 eine Verwendung als Referent für Militärpolitik im Führungsstab der Streitkräfte, Stabsabteilung III, Referat 1, im Bundesministerium der Verteidigung auf der Hardthöhe in Bonn, von 1987 bis 1990 als Stabsoffizier beim Chef des Stabes des Führungsstabes der Streitkräfte im Bundesministerium der Verteidigung und von 1990 bis 1992 als Leiter des Vorbereitungsstabes der Bundesakademie für Sicherheitspolitik Bonn. Nach deren Gründung wurde er Leiter des Akademiestabes. Von 1992 bis 1985 war er Referatsleiter im Führungsstab der Streitkräfte, Stabsabteilung III, Referat 5, im Bundesministerium der Verteidigung mit der Zuständigkeit Vereinte Nationen, Nukleare und weltweite Rüstungskontrolle.
Von 1995 bis 2000 war Gauchel stellvertretender Stabsabteilungsleiter der Stabsabteilung III des Führungsstabes der Streitkräfte und Sonderbeauftragter Zusammenarbeit Ost im Bundesministerium der Verteidigung. Ab dem 1. April 2000 war er Abteilungsleiter II und Dienstältester Offizier der deutschen Vertretung bei der NATO in Brüssel, Belgien. Mit Ablauf des September 2004 erfolgte die Versetzung in den Ruhestand.
Gauchel ist verheiratet, katholisch und hat zwei Töchter.